# Komatsu Limited
Komatsu Limited es una compañía japonesa que fabrica principalmente maquinaria para la industria de la construcción y de la minería, pero también para el uso militar, industrial, para la prensa, tecnologías láser y módulos termoeléctricos.
Komatsu es la segunda mayor empresa manufacturera de equipos para la construcción y la minería del mundo después de Caterpillar. [cita requerida] En ciertas áreas geográficas (Japón, China, Oriente Medio), Komatsu tiene mayor porción de mercado que Caterpillar.
Sus oficinas centrales se ubican en Akasaka, Minato-ku, Tokio, Japón.
Su nombre fue tomado de la ciudad de Komatsu, donde se fundó la compañía en 1917. Sus principales plantas están localizadas en esta ciudad.
Komatsu fabrica el buldócer —topadora— más grande del mundo, el modelo D575.
La compañía tiene una facturación de 2 mil millones de dólares y emplea 46.730 trabajadores

## Historia
Komatsu Iron Works fue fundada por Takeuchi Mining Industry como una subsidiaria para fabricar herramientas industriales para la empresa matriz. Komatsu finalmente se hizo lo suficientemente grande como para vender al público, y se escindió el 13 de mayo de 1921 como Komatsu Ltd.
Komatsu produjo su primer prototipo de tractor agrícola en 1931. Durante la década de 1930, Komatsu también produjo tractores para el ejército japonés, así como excavadoras, tanques y obuses. Después de la Segunda Guerra Mundial, bajo su nuevo presidente Yoshinari Kawai, Komatsu agregó buldóceres y carretillas elevadoras no militares a su línea de equipamiento. En 1949 comenzó la producción de su primer motor diésel.  Su crecimiento como compañía fue ayudado por la fuerte demanda de sus excavadoras durante la reconstrucción de posguerra de Japón en la década de 1950. En agosto de 1951, la sede corporativa se trasladó a Tokio. En 1957 la compañía había avanzado tecnológicamente al punto de que todos sus modelos usaban motores Komatsu.